# أبو الحجاج يوسف الثالث
أبو الحجاج يوسف الثالث (1376 - 1417) هو يوسف بن يوسف بن محمد الغني باللَّه بن يوسف النصري بن إسماعيل بن فرج بن إسماعيل بن يوسف، الملقب بالناصر، من بني نصر أو بني الأحمر المنحدرة من قبيلة الخزرج القحطانية، حكم مملكة غرناطة في الأندلس بين عامي (1408 - 1417). وكان شاعرًا.

## سيرته
قرأ هو وابن زمرك على بعض الشيوخ من بني جزي وغيرهم. ولما توفي أبوه، كان هو ولي عهده، فأبعده أخ له أصغر منه اسمه محمد وحبسه في قلعة شلبونية من أعمال غرناطة، نحو 14 سنة.
وتولى الملك بعد وفاة أخيه محمد بن يوسف سنة 811 هـ، وعقد هدنة مع قشتالة لمدة عامين وقعت المعركة بعدها، ونزلت بالناصر خسائر اضطر بعدها في 815 هـ إلى ترضية الغزاة فجدد الهدنة مع بلاط قشتالة، وقامت بينه وبين ملك المغرب عثمان بن أحمد المريني، منازعات أشار إليها في بعض أشعاره. وكان يخشى أن ينتزع المريني بلاده منه، ولكنه توفي قبل أن يتفاقم الأمر بين غرناطة وفاس. ودام حكمه تسعة أعوام تعد من الصفحات الزاهية في تاريخ مملكة غرناطة.
آخر ما نظم من الشعر، سنة 819 هـ وبقي شعره محفوظا إلى أن نشر حديثا باسم "ديوان ملك غرناطة"، وتوفي عام 820 هـ الموافق 1418 م.